# 岡村周一
岡村 周一（おかむら しゅういち、1948年12月4日 - 2014年3月13日）は、日本の法学者。専門は行政法。京都大学名誉教授。

## 経歴
京都大学法学部卒業。京都大学大学院法学研究科博士課程単位取得退学。京都大学法学部助教授、同教授を経て、京都大学大学院法学研究科教授。2014年3月13日死去。65歳没。

## 研究内容
- イギリス（厳密にはイングランドおよびウェールズ）の行政訴訟法と都市計画法の研究を行っていた。

## 著書・論文等
- 『コンメンタール行政法II 行政事件訴訟法・国家賠償法』日本評論社、2004年）共著
- 『コンメンタール行政法II 行政事件訴訟法・国家賠償法　第2版』（日本評論社、2006年） 共著
- 「情報公開の到達点と残された課題 － 不開示情報を中心に」（法律時報75巻11号65-68頁、2003年）論文

## その他の活動
- 2006年より、滋賀県におけるRD（株式会社アール・ディ・エンジニアリング）最終処分場問題対策委員会委員長を務める[3]。
- 2007年より、「京都市都市部のまちなみ保全・再生に係る審議会」委員を務める[4]。

## 参考
- 京都大学法学部HP
- 滋賀県HP：RD最終処分場問題対策委員会